# Philippe Labarde
Philippe Labarde, né le 26 septembre 1939 à Agen, est un journaliste économique français.

## Biographie
Fils unique d'une couturière, il est élève du lycée Buffon de Paris. 
Il entre au Monde en 1968, d'abord comme rédacteur financier puis chef du service affaires en 1970, avant de devenir adjoint en 1975 et chef en 1980 du service économie du quotidien du soir. 
Il quitte le Monde en 1984 pour prendre la direction de la rédaction de la Tribune de l'économie, rebaptisée La Tribune de l'expansion en 1987, puis la Tribune Desfossés, dont il devient le directeur en 1992.
Il retrouve Le Monde en 1994 comme directeur de l'information dont il démissionne en début d'année 1995 puis il est nommé au Conseil supérieur de l'audiovisuel en 1995. 
Après la fin de son mandat, en 2001, il tient une chronique dans L'Expansion et prend la charge de médiateur de Radio France de 2002 à 2005. Il a participé  au comité de rédaction du mensuel la Revue des deux Mondes.